# 曹国伟
曹国伟（英語：Charles Chao, 1965年11月10日—），新浪董事长。祖籍上海。1999年9月入职新浪，2012年8月，担任新浪董事长。2009年8月，主导发布新浪微博。2014年4月新浪微博在美国纳斯达克上市。

## 生平
1965年生于上海，籍貫上海。1988年從上海复旦大学新闻系畢業後，1989年考取美国俄克拉荷马大学新聞學碩士，1991年畢業後，考取美国得克萨斯州奥斯町大学商业管理学院财务专业硕士。1993年畢業後进入五大会计事务所之一的安达信，1995年進入普华永道，负责为硅谷地区的高科技公司提供审计服务和商业咨询。他同时是美国会计师协会会员，美国注册会计师，世界经济论坛“全球青年领袖（YGL）”成员。担任普华永道资深经理时，参与过多个高科公司在纳斯达克的上市工作。後於1999年9月加入新浪，先後任副总裁（财务）、首席财务官、新浪首席财务官兼首席运营官、新浪总裁兼首席财务官。2006年5月起担任新浪首席执行官兼总裁。2009年8月，推出新浪微博，至2010年10月底，新浪微博注册用户超越5000万，至2011年2底，注册用户超越1亿。2012年8月，升任新浪董事长。
曾多次被评爲年度最具影响力的企业领袖，其中著名的有《环球企业家》2010年「年度经济进取人物」，美国《时代週刊》2011年「全球最具影响力人物」前一百名。

## 成就
| 年份        | 成就                                    |
| ----------- | --------------------------------------- |
| 2006年      | 中国年度传媒人物                        |
| 2008—2010年 | 《中国企业家》最具影响力的25位企业领袖  |
| 2009年      | CCTV年度经济人物                        |
| 2010年      | 《21世纪经济报道》2010年度华人经济领袖” |
| 2010年      | 《芭莎男士》年度人物——新媒体最佳领导者” |
| 2014年      | CCTV年度慈善人物。                      |

## 社会活动

### 慈善公益
- 2008年1月28日，2008互联网第一个公益大行动录制主题歌《爱心互联》
- 2011年5月受邀加入爱佑华夏慈善基金会，并成为新理事
- 2011年7月22日， “中国青少年发展基金会·爱心衣橱基金”启动仪式致辞
- 2012年9月，推出新浪微公益平台
- 2012年9月1日参加芭莎明星慈善夜
- 2016年1月7日，宣布成立星光公益联盟
- 2018年4月，发起地球卫士中国区选拔赛

### 演讲
| 时间           | 大会名称                             | 大会主题                     |
| -------------- | ------------------------------------ | ---------------------------- |
| 2009年12月     | (第八届)中国企业领袖年会             | 新商业文明的中国路径         |
| 2013年11月25日 | 新浪金麒麟论坛                       | 梦想之路：改革深化和经济转型 |
| 2014年4月21日  | 2014中国绿公司年会                   | 创新与活法                   |
| 2014年7月8日   | 2014中国银行业发展论坛               | 未来银行之路•变革与回归      |
| 2014年11月22日 | 新浪金麒麟论坛                       | 变革与决策                   |
| 2015年1月30日  | 年度车2015                           | 互联网的冲击与影响           |
| 2015年3月1日   | 亚布力中国企业家论坛第十五届年会     | 变革时代的媒体               |
| 2015年3月21日  | 中国发展高层论坛2015                 | “互联网+”：一种新经济形态    |
| 2015年4月20日  | 中国绿公司年会                       | 社交媒体的商业化             |
| 2015年7月9日   | 2015年银行业发展论坛                 | 重新构建银行商业模型         |
| 2015年7月10日  | 2015互联网+黑龙江峰会                | 互联网+：经济转型新引擎      |
| 2015年8月25日  | 2015中国汽车创业投资峰会             | 创投引领突破瓶颈             |
| 2015年9月10日  | 中国(广东)国际“互联网+”博览会        | 互联网+创新的监管            |
| 2015年12月1日  | 第八届新浪金麒麟论坛                 | 创新驱动与监管体系           |
| 2015年12月17日 | 世界互联网 大会                      | 数字时代的媒体责任           |
| 2016年1月20日  | 中国汽车市场论坛暨新浪年度车颁奖盛典 | 互联网改变汽车行业           |
| 2016年3月19日  | 中国发展高层论坛                     | 互联网与未来科技             |
| 2016年7月7日   | 中国银行业发展论坛                   | 商业银行转型与突围势不可逆   |
| 2017年11月22日 | 新浪金麒麟论坛                       | 继续探索变革前行之路         |
| 2017年9月6日   | 中国顶级投资人之夜                   | 致敬中国风险投资             |
| 2018年4月2日   | 寻找中国创客第四季峰会               | 对创业者的几点建议           |
| 2018年9月6日   | 2018中国网络媒体论坛                 | 价值：“后真相”时代的媒体责任 |

## 扩展阅读
- 曹国伟的新浪微博